# Dibond

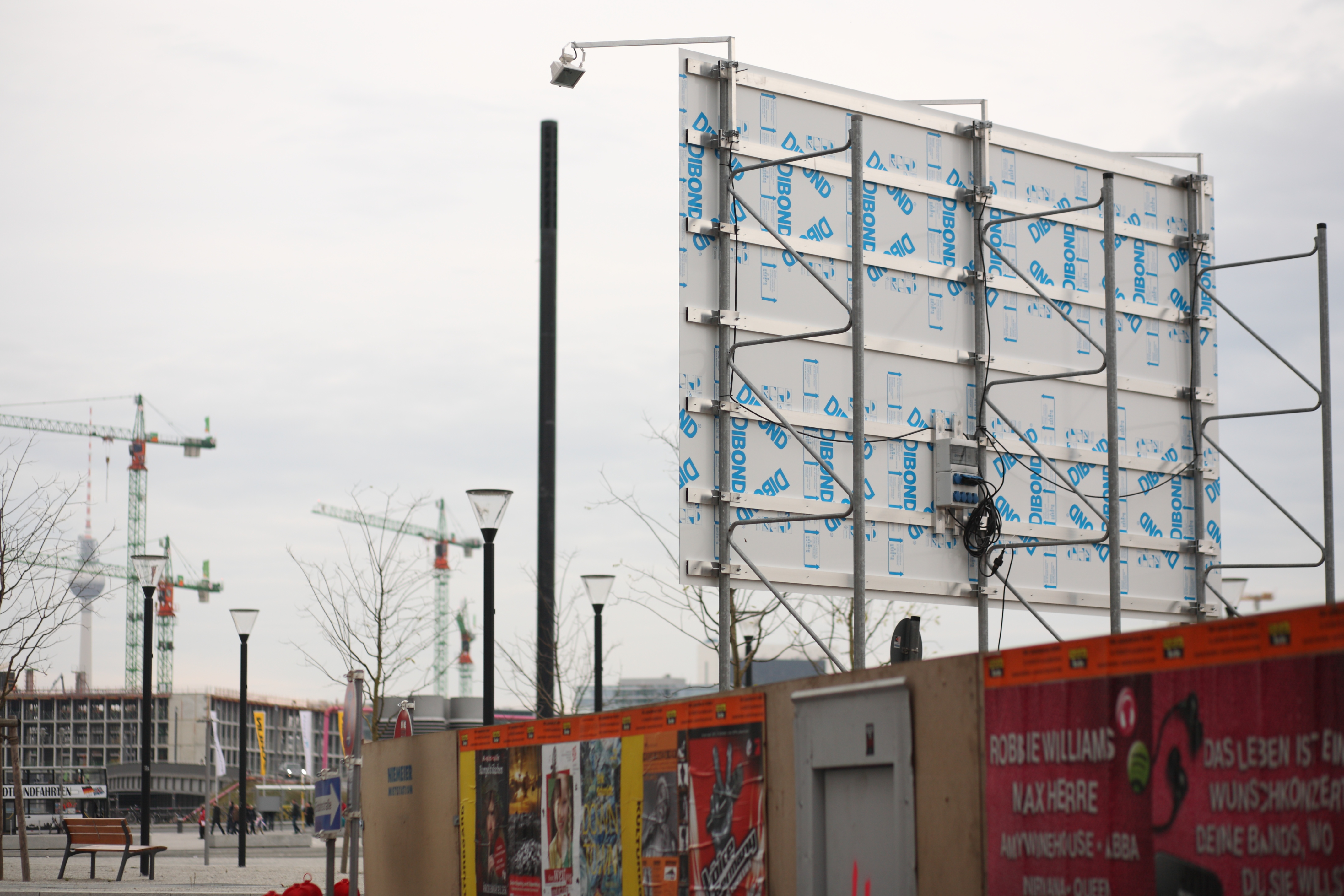
Baustellentafel aus Dibond

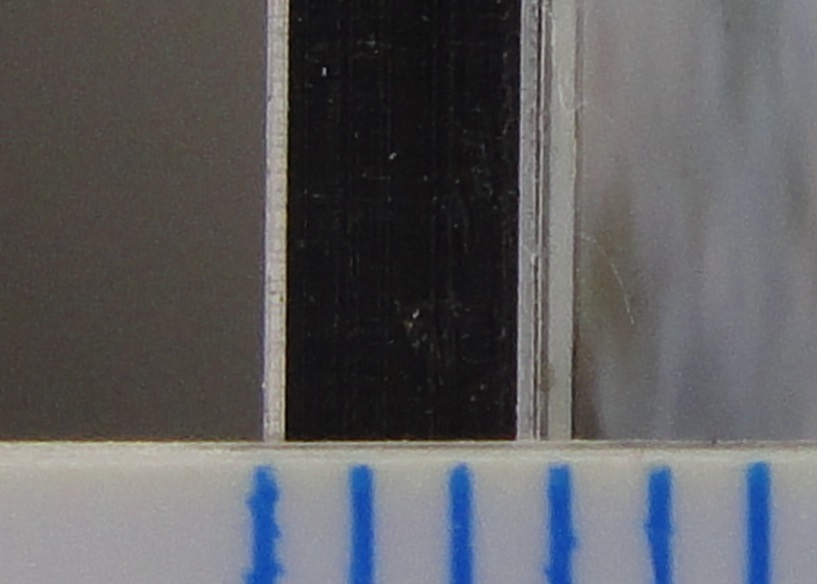
Verbundmaterial mit auflaminiertem Foto

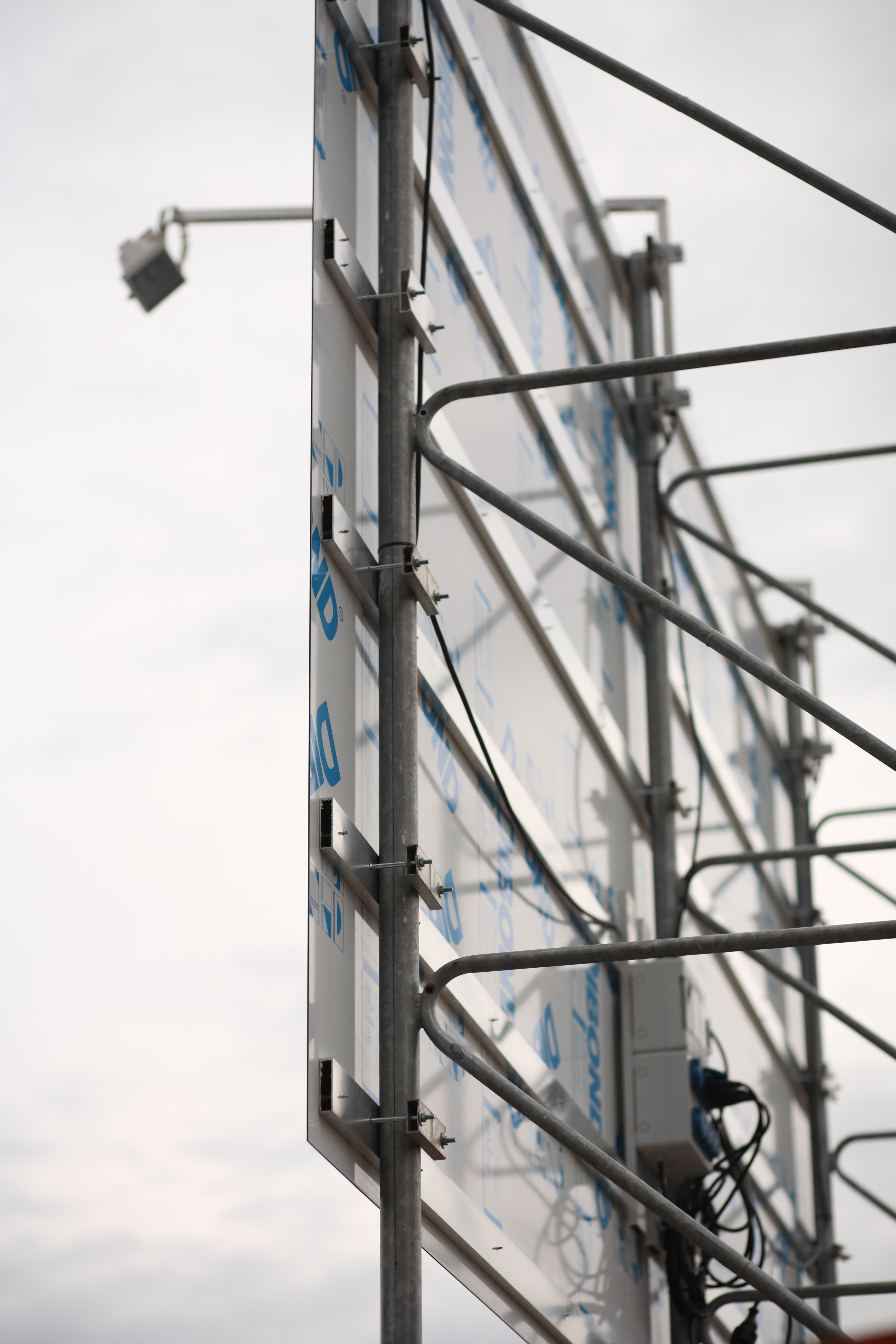
Baustellentafel aus Dibond, Detailansicht

Dibond und Alucobond sind Marken für ein steifes Verbundmaterial in Sandwichbauweise des Herstellers 3A Composites, Singen. Durch den Kern aus Kunststoff oder porösem mineralischen Material sind die Platten leichter als Aluminiumplatten mit gleicher Dicke und einfacher zu verformen. Wenn auf der Rückseite Schlitze mit V-förmigem Querschnitt eingeschnitten werden, können gleichmäßige Biegekanten mit der Hand geformt werden, die eine feine Rundung aufweisen.
Dibond besteht aus zwei 0,3 Millimeter dicken Aluminiumschichten, die mit einem Polyethylenkern thermisch verbunden werden. 
Alucobond-Platten sind 3 oder 4 mm stark, werden als Fassadentafeln verwendet und besitzen beidseitig 0,5 Millimeter starke Aluminiumbleche. Alucore-Platten sind in Stärken zwischen 6 und 25 mm erhältlich und bestehen aus 0,5 und 1 Millimeter starken Blechen, die mit einem Wabenkern verbunden sind.

## Dibond
Dibond kann für großformatige Fotodrucke verwendet werden, sowohl direkt bedruckt als auch kaschiert. Wegen des geringen Gewichts und der hohen Stabilität des Materials werden Fotodrucke auf Dibond gerne für Wanderausstellungen, aber auch Baustellentafeln verwendet. Bei einem Direktdruck auf Alu-Dibond geht allerdings Leuchtkraft verloren und das Bild wird im Vergleich zu einem Druck auf weißem Untergrund dunkler. Dies gilt nicht, wenn der Druck zunächst auf Papier erfolgt und die Schichten nachträglich zusammen laminiert werden.
Die Wand von Telefonzellen der österreichischen Post aus den 1980er Jahren besteht aus etwa 7 mm dicken, farblos eloxierten Verbundplatten, die Fenster sind mit Gummidichtungen eingepasst.

### Eigenschaften
Deckbleche aus Legierung AlMg1, Blechdicke jeweils 0,3 mm. Mittelschicht aus schwarzem Polyethylen Typ LDPE.
- Plattengesamtstärke = 2–6 mm
- Breite = typisch 1,25–1,50 m
- Länge = typisch 2,5–4,05 m

- Dibond – mit 0,3 mm Dicke der beschichteten Alubleche, Kern PE.
  - Gesamtdicke: 2, 3, 4 und 6 mm.
  - Flächenmasse: 2,9, 3,8, 4,75 bzw. 6,6 kg/m2.

Daneben wird noch eine Variante Dibond digital mit nur 0,2 mm dicken Deckblechen angeboten
Dibond FR mit mineralischem Kern ohne halogenierte Flammschutzmittel erhält eine Brandklassifizierung B-s1, d0 nach EN 13501.
Alu-Kunststoff-Alu-Platten haben im Vergleich zu Vollaluminium veränderte Eigenschaften:
- eher kostengünstiger
- leichter – bei gleicher Gesamtdicke
- steifer – bei gleicher Flächenmasse
- weniger dröhnend, etwa beim Aufprallen von Regentropfen oder Belastung mit Wind
- eher schlagfester bei stumpfer Beanspruchung, etwa durch Faustschlag oder Fußtritt
- als Metallschrott zur Aluminiumwiedergewinnung großteils entwertet
- mit dem reduzierten Schrottwert verringert sich die Diebstahlgefahr aus diesem Motiv

Dibond wird in unterschiedlichen Oberflächenqualitäten hergestellt:
- Butlerfinish – wirkt gebürstet, ist jedoch gewalzt, klar einbrennlackiert
- Dibond digital – lackiert für Digitaldruck mit Tinten
- Dibond decor – Holzoptik
- Dibond spiegel – oberflächlich spiegelnd
- Dibond structure – schwarz oder silbrig, strukturlackiert; haptisch fühlbar
- Dibond eloxal – 5 oder 10 μm dick anodisiert; harte Oberfläche

Alternativ mit einem mineralischen Kern:
- Dibond FR[2] – Brandklassifizierung „schwer entflammbar“

## Reynobond
Alucobond- und Dibond-Platten ähneln technisch den Reynobond-Platten von Arconic (zuvor Alcoa).
In der Architektur werden insbesondere für hinterlüftete Fassadenverkleidungen die mechanisch stabileren Platten Reynobond 55 verwendet, für Displays, Fotopräsentation und Messebau eher die leichtere Variante Reynobond 33. Die Verarbeitungsanleitung von Alcoa nennt folgendes Typensortiment:
- Reynobond 33 – mit 0,3 mm Dicke der beschichteten Alubleche, Kern PE. Einseitig Schutzfolie transparent 0,035 mm.
  - Gesamtdicke: 2, 3 und 4 mm
  - Flächenmasse: 2,90, 3,80 bzw. 4,75 kg/m2

- Reynobond 55 – mit 0,5 mm Dicke der beschichteten Alubleche, Kern PE. Einseitig Schutzfolie undurchsichtig, UV-undurchlässig 0,080 mm.
  - Gesamtdicke: 3, 4 und 6 mm
  - Flächenmasse: 4,59, 5,51 bzw. 7,36 kg/m2

- Reynobond 55 – 4 mm (FR) – brandhemmend
  - Flächenmasse: 7,50 kg/m2

Plattenlänge bis 6 m.
Der Temperaturbereich für den Einsatz umfasst –50 bis +80 °C.
Der Wärmeausdehnungskoeffizienten wird wie der von Aluminium kalkuliert: 2,36 × 10-5 m/°C (0,0236 mm/m/°C). Berücksichtigt man Temperaturveränderung von –20…40 °C also 60 K, so ergibt sich eine Längenänderung von 1,42 Promille der Ausgangslänge, also 8,52 mm bei einer 6 m langen Platte.
Vor dem Verarbeiten sollen Platten auf Umgebungstemperatur temperiert sein, um Kondenswasserbildung und Verbiegung durch unterschiedlich warme Seiten zu vermeiden.
An den Rändern der original fabrizierten Platte kann der PE-Kern um je bis zu 1,5 mm gegenüber den Alublechen vorstehen oder zurückstehen.
Als Herstellungstoleranzen für Breite und Länge der Platten werden etwa –0/+2 Promille des Nennmaßes genannt. Die Dicke der 3- und 4-mm-Platten kann um ±0,1 mm variieren.
Zur Verarbeitung können auf der Rückseite (Nicht-Sichtseite) V-Nute mit abgeflachtem Boden, unter Erhalt einer dünnen PE-Überdeckung der unteren Aluminiumschicht, eingefräst werden, um entlang der Nut die Platte um bis 135° zu biegen.